# Сельское население

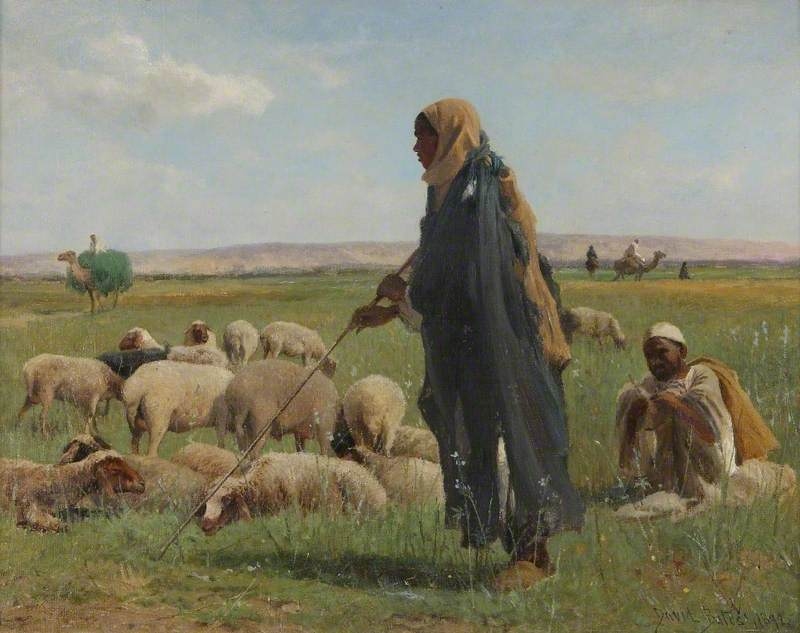
Арабские пастухи, Дэвид Бейтс, 1892

Сельское население — население, проживающее в сельских населённых пунктах.
Мировая численность сельского населения увеличивается. В отличие от городского населения прирост сельского населения обеспечивается преимущественно за счёт развивающихся стран, тогда как во многих развитых странах численность сельского населения является стабильной или сокращается. Доля мирового сельского населения быстрыми темпами снижается: в 1950 году сельское население составляло 70 %. В 2009 году впервые за историю человечества численность городского населения сравнялась с численностью сельского, составив 3,4 млрд человек. По состоянию на 2020 год 43,8 % населения Земли проживало в сельской местности, в городах — 56,2 %. В 2050 году, по среднему варианту прогноза ООН, в сельской местности будет проживать 31,4 %, а в городах — 68,6 % населения Земли.
В развитых странах в целом доля сельского населения составляет не больше 20—25 %. В СССР в 1959 году сельское население составляло 48 %. Сельское население в России составляет 25,32 % (2025).
Сельское население испытывает значительные социально-экономические изменения: растёт уровень образования, уменьшается доля занятых в сельском хозяйстве, увеличивается доля занятых в промышленности, на транспорте, в строительстве (в том числе в рамках маятниковой миграции, работающих в городах), рекреационной сфере, сфере обслуживания самих сельских поселений.
Сельское население является носителем более консервативного менталитета, его жизненный уклад сохраняет больше черт патриархальности и традиционности.